# Estado singlete
El término singlete (también llamado singulete) tiene un sentido ligeramente diferente en el campo de la física que en el de la química

## En el campo de la física
En física teórica, el término singlete usualmente hace referencia a una representación unidimensional. Por ejemplo:
- Una partícula en la cual el espín ha desaparecido.
- Dos o más partículas que se encuentran en estados enlazados, de forma tal que la suma total de momentos angulares de ese estado total es cero.

Los estados singletes aparecen con frecuencia en la física atómica como una de las formas en que los espines de dos partículas con espines no nulos pueden combinarse (al restarse véase la ecuación en notación de Dirac de esta sección), la otra es el estado triplete (al sumarse los estados en notación de Dirac). 
Por ejemplo un único electrón puede poseer una proyección de  espín igual a (+½) o (-½), es decir, su comportamiento puede ser considerado como un estado doblete, esto es, como la representación fundamental del grupo de Lie SU(2). El producto de dos representaciones doblete al combinarse se puede descomponer como la suma de las representaciones (el triplete) y la representación trivial como la resta, véase la ecuación de esta sección (el singlete). 
Más prosaicamente, los espines de un par de electrones se pueden combinar para formar un estado de espin total 1 (al sumar: triplete) o un estado de espín 0 (al restar: singlete).
El estado singlete (traducido, singulete en mecánica cuántica) formado a partir de un par de partículas posee muchas propiedades particulares, y desempeña un rol fundamental en la paradoja EPR y en el entrelazamiento cuántico.
En la notación de Dirac el estado de enlazamiento EPR es representado usualmente como:
{\displaystyle {\frac {1}{\sqrt {2}}}\left(\left|\uparrow \downarrow \right\rangle -\left|\downarrow \uparrow \right\rangle \right)}

## En el campo de la química
En química cuántica, se dice comúnmente que un átomo o molécula se encuentra en "estado de espín electrónico singlete" si todos los espines de todos sus electrones se encuentran apareados. Es decir si la suma total de espines electrónicos es cero.
El término singlete se puede aplicar:
- Al espín del electrón (estudiado por la resonancia paramagnética electrónica, o EPR)
- Al espín nuclear (estudiado por resonancia magnética nuclear o RMN).

Estas técnicas espectroscópicas se utilizan para deducir y comprender la estructura interna de las especies químicas. Los sistemas que poseen un estado singlete (espín cero) ya sea nuclear o electrónico, no dan respuesta frente a las técnicas de resonancia que se encargan de analizarlas.
Por ejemplo, las moléculas orgánicas que no son radicales tienen un espín electrónico S = 0 y por lo tanto no responden a la RPE.
Del mismo modo, algunos isótopos como el carbono-12 tienen un spin nuclear I = 0 y por lo tanto no responden a la RMN.